# سيرجيو بينيا
سيرجيو بينيا (بالإسبانية: Sergio Peña Zelaya)‏ (9 مايو 1987 بتوكوا، كولون في هندوراس - ) هو مدرب كرة قدم ولاعب كرة قدم هندوراسي في مركز الوسط. لعب مع نادي ريال سوسيداد وإندي إليفن.

## وصلات خارجية
- سيرجيو بينيا على موقع قاعدة بيانات كرة القدم.إي يو (الإنجليزية)
- سيرجيو بينيا على موقع ناشيونال فوتبول تيمز (الإنجليزية)
- سيرجيو بينيا على موقع Soccerway.com (الإنجليزية)